# Частная военная компания
Ча́стная вое́нная компа́ния  (ЧВК) — коммерческое предприятие, предлагающее специализированные услуги, связанные с охраной, защитой (обороной) кого-либо и чего-либо, нередко с участием в военных конфликтах, а также со сбором разведывательной информации, стратегическим планированием, логистикой и консультированием.
Во многих государствах мира, в соответствии с их законодательством и сами ЧВК, признаются наёмниками и незаконными организациями, нарушающими уголовные законодательства конкретных государств, и за это могут подвергнуться уголовному наказанию по решению суда этих государств. По состоянию на 2019 год в мире работало 3 000 ЧВК с совокупным оборотом до 400 млрд долларов в год, основными заказчиками их услуг являются государства, бюджет одной военной кампании может составлять около 20 млн долларов.

## История
Практика использования наёмных частных силовых (военизированных) организаций в вооружённых конфликтах и войнах, привлечения на контрактной основе военных специалистов, советников и инструкторов для подготовки полицейских и вооружённых сил имеет многовековую историю (ландскнехты, гессенцы, швейцарцы и так далее).
Широкое распространение ЧВК в современных войнах тесно связано с их гибридным характером. Современные войны — это войны без формального объявления войны, асимметричные конфликты и конфликты низкой интенсивности, войны в киберпространстве, поэтому оптимальной в таких случаях может быть «Стратегия непрямых действий», силовыми агентами которой являются ЧВК. Лиддел Гарт в работе «Стратегия непрямых действий» утверждал, что государство может достигнуть своей цели, не прибегая к своей основной мощи, а действуя посредством стратегических непрямых действий, задача которых вывести противника из равновесия. Проявлениями подобной стратегии являются технологии цветных революций, когнитивные войны, фальшивые новости, технологии мягкой силы, а на земле их претворяют в жизнь ЧВК/ОК.

### Современные ЧВК
Во время холодной войны частные военные компании были созданы в США, Великобритании, Израиле и ЮАР, их деятельность проходила под патронажем соответствующих государств. В дальнейшем количество ЧВК стало увеличиваться.
Первая в современном понимании частная военная компания «Watchguard International» была создана в 1967 году в Великобритании, её основателем был полковник британской армии Дэвид Стирлинг (ранее создавший специальное подразделение SAS).
Увеличение численности контрактников было отмечено уже в середине 1970-х годов. Один из первых крупных контрактов в новейшей истории был заключён в 1974 году, когда частная военная компания «Vinnell Corp.», принадлежавшая американскому военно-промышленному концерну «Northrop Grumman», заключила с правительством США контракты более чем на полмиллиарда долларов. Её сотрудники должны были заняться подготовкой Национальной гвардии Саудовской Аравии и защитой нефтяных месторождений в этой стране.
После начала войны в Анголе центры по вербовке наёмников для участия в войне были открыты в нескольких странах мира. На международном уровне получила широкую известность созданная в Великобритании частная фирма «Security advisory services», которая осуществляла вербовку наёмников из числа граждан стран Западной Европы, обеспечение их снаряжением и отправку для участия в войне.
В июле 1976 года в Луанде состоялся судебный процесс над взятыми в плен иностранными наёмниками, в ходе которого было установлено, что из Великобритании были отправлены 96 наёмников (36 из которых были убиты, 5 пропали без вести и 13 были ранены в ходе боевых действий, а ещё один — расстрелян по приговору военного трибунала). Результаты процесса стали причиной рассмотрения вопроса британским парламентом, в ходе которого было установлено, что деятельность фирмы «Security advisory services» представляла собой нарушение закона 1870 года, запрещавшего вести вербовку наёмников для участия в войне. Тем не менее, виновные в нарушении закона названы не были.
В дальнейшем количество ЧВК и их сотрудников увеличивалось, по данным журнала «Международная жизнь» в 1979 году: «В последнее время растёт численность „наёмников в белых воротничках“. Так называют военных и технических специалистов из США, Англии, Франции и других ведущих капиталистических стран, которые вербуются на работу в военных органах ряда развивающихся стран, например, Ирана, Омана, Саудовской Аравии, Египта. По данным государственного департамента США, в начале 1978 года за границей над реализацией военных программ работали около 11 300 американских граждан — в три раза больше, чем в 1975 году».
С начала 2000-х годов отмечен рост заинтересованности к услугам ЧВК со стороны крупных международных корпораций, бизнес которых связан с присутствием в точках нестабильности. Отмечены случаи использования частных военных компаний международными организациями (в качестве примера, «DynCorp» стала подрядчиком ООН).

#### Профессиональные объединения и правовое регулирование
В 1980 году в США открыто прошёл первый в современной истории съезд наёмников, организатором которого выступил американский журнал «Солдат удачи». На следующий год, в городе Финикс (штат Аризона, США) состоялся второй съезд, в котором приняло участие до 800 человек.
В 2008 году по инициативе США представители ряда стран подписали Документ Монтрё с более чем 70 рекомендациями по регулированию деятельности ЧВК в зонах вооружённых конфликтов за пределами страны происхождения. В нём декларируется обязательство ЧВК соблюдать базовые права и свободы человека и расследовать совершаемые их сотрудниками нарушения.
В 2010 году США инициировали принятие Международного кодекса поведения частных охранных компаний, носящего рекомендательный характер и представляющего собой попытку создать правовые основы для легализации наёмничества на основе саморегулирования этой деятельности. Кодекс подписали около 600 ЧВК из 70 государств, в том числе 62 из США и 199 из Великобритании.

### Россия
В России ЧВК имеют неясный законный статус. С одной стороны, они не запрещаются: в статье 359 «Наёмничество» уголовного кодекса, запрещены лишь наёмники, но в примечании указано, кто является наёмником: «...лицо, действующее в целях получения материального вознаграждения и не являющееся гражданином государства, участвующего в вооружённом конфликте или военных действиях, не проживающее постоянно на его территории, а также не являющееся лицом, направленным для исполнения официальных обязанностей». Таким образом, если ЧВК на территории Российской Федерации не вербует, обучает, финансирует или использует в боевых действиях наёмников — то она не нарушает закон.
С другой стороны, создание «вооруженных формирований» запрещено 13 ст. Конституции РФ. Но при этом про самих членов ЧВК и их деятельности речи не идёт.
25 сентября 2021 года глава российского МИД Сергей Лавров, выступая в ООН, заявил, что власти Мали обратились за помощью к «частной военной компании из России». Раньше российские власти предпочитали этот термин не употреблять. Лавров добавил, что частная российская военная компания действует в Мали «на законной основе», а российские власти не имеют к этому никакого отношения. Уточнять, о какой именно ЧВК идёт речь, он не стал.

## Финансы и экономика
По состоянию на начало 2006 года объём рынка услуг частных военных компаний составлял 20 млрд долларов США.
По данным журнала The Economist в 2012 году, за первое десятилетие XXI века рынок ЧВК из небольшой специализированной ниши превратился в глобальный сектор услуг объёмом более 100 млрд долларов США.
Основным заказчиком ЧВК являются правительства стран Запада. Только в Ираке и Афганистане в 2012 году работали более 20 тысяч частных наёмников.

## Боевые операции и участие в вооружённых конфликтах
Британская частная военная компания «KMS Ltd.», которую основал в 1977 году отставной майор британских воздушно-десантных войск Дэвид Уокер, в 1980-е годы принимала участие в поддержке никарагуанских «контрас» (как было установлено в ходе расследования по делу «Иран-контрас», за поиск и подбор пилотов для самолётов, осуществлявших снабжение «контрас» на территории Никарагуа, компания получила от ЦРУ США 110 тысяч долларов), в 1987 году деятельность компании была прекращена — после того, как было установлено, что компания направила по меньшей мере трёх инструкторов в Пакистан для военной подготовки боевиков афганских антиправительственных формирований.
В 1987 году на Филиппинах ассоциация землевладельцев создала для борьбы с выступлениями крестьян частную военизированную организацию, в подчинении которой находились 200 вооружённых солдат. Военная подготовка солдат проходила под руководством отставного американского генерала Дж. Синглауба и нескольких отставных офицеров армии США.
В 1991 году в войне в Персидском заливе сотрудники западных частных компаний принимали участие в обеспечении деятельности сил международной коалиции. В частности, «DynCorp» выполняла техническое обслуживание вертолётов ВВС США. В целом, в период операции количество «контрактников» США составляло 1 % от общего количества военнослужащих США.
В период с 1993 до 1996 года южноафриканская ЧВК «Executive Outcomes» занималась военной подготовкой правительственных войск Анголы, планированием и проведением боевых операций против повстанцев УНИТА.
В 1994—1996 годах сотрудники британской военной компании «Sandline International» принимали участие в подавлении восстания на Папуа-Новой Гвинее, общая стоимость выполнения контракта составила 36 млн долларов США.
В период с января 1995 до февраля 1997 года, во время гражданской войны в Сьерра-Леоне южноафриканская ЧВК «Executive Outcomes» занималась военной подготовкой правительственных войск и принимала непосредственное участие в боях с повстанцами «Революционного объединённого фронта Сьерра-Леоне» (RUF). Кроме того, для участия в боевых действиях на стороне правительственных сил был нанят отряд британской компании «Gurkha Security Guards», но после того, как в первом же бою отряд понёс тяжёлые потери, контракт был разорван
В середине 1990-х годов в ходе гражданской войны в Югославии американская военная компания MPRI занималась подготовкой хорватской армии и 5-го корпуса армии Боснии и Герцеговины;
В начале 2000-х годов американская частная военная компания «DynCorp» участвовала в боевых действиях в Колумбии, в феврале 2001 года повстанцы сбили вертолёт, которым управляли сотрудники компании;
В период после 2001 года личный состав частных военных компаний принимает активное участие в войне в Афганистане. По состоянию на начало декабря 2009 года, в Афганистане действовало 104 тысячи сотрудников частных военных и охранных компаний. В дальнейшем, по настоянию правительства Афганистана их количество было уменьшено. По состоянию на середину 2012 года, в Афганистане действовало до 40 тысяч чел. сотрудников иностранных частных военных компаний.
Весной 2003 года в Нигерии сотрудники британской военной компании «Northbridge Services Group Ltd.» выполнили операцию по освобождению нефтяников из США и Великобритании, захваченных в заложники на нефтяной платформе компании «Transocean»
В период после 2003 года личный состав частных военных компаний принимает активное участие в войне в Ираке. В 2003 году численность «контрактников» США составляла 10 % от общей численности военнослужащих США. По состоянию на начало декабря 2006 года только выполнением правительственных контрактов в Ираке занимались 100 тысяч сотрудников (без учёта субподрядчиков). В общей сложности, в период с 2003 по 2010 годы в Ираке действовали до 200 тысяч сотрудников 400 частных охранных и военных компаний.
В середине мая 2006 года полиция Конго арестовала по обвинению в подготовке государственного переворота группу из 32 иностранных наёмников (в том числе, 3 граждан США, 19 граждан ЮАР и 10 граждан Нигерии), при этом трое граждан США являлись сотрудниками компании «AQMI Strategy Corp.», а половина граждан ЮАР — сотрудниками южноафриканской военной компании «Omega Security Solutions». Позднее обвиняемые были депортированы из страны
Перед началом войны в Грузии 2008 года обучением военнослужащих грузинской армии занимались до 200 инструкторов и военных специалистов израильских частных военных компаний «Defensive Shield» и «Global Comprehensive Security Transformation» («Global CST»), 20—30 консультантов американской частной военной компании «Cubic» и 15 военных инструкторов двух американских частных военных компаний: «MPRI» и «American Systems», а также сотрудники иностранной военной компании «Ниртал». Кроме того, в 2008 году на территории Грузии работала американская частная военная компания (Kellog, Brown and Root);
В 2008 году правительство Сомали заключило контракт с французской военной компанией «Secopex» для борьбы с пиратами и обеспечения безопасности судоходства в Красном море.
В Сомали в интересах США действует американская частная военная компания «Bancroft Global Development», которая обеспечивает охрану укреплённой военной базы в районе Могадишо, а в 2010 году получила от правительства Сомали контракт на обучение местных военнослужащих для борьбы с боевиками группировки «Аш-Шабааб» стоимостью 7 млн долларов. Кроме того, в стране действует южноафриканская компания «Saracen International»
В 2011 году по меньшей мере «несколько сотен сотрудников частных военных компаний Западной Европы» принимали участие в войне в Ливии. В мае 2012 года в Бенгази был убит глава французской военной компании «Secopex».
В боевых действиях на Донбассе в 2014—2015 годах и в Сирии в 2017—2018 годах принимала участие официально не зарегистрированная в качестве военной компании российская ЧВК Вагнера.
Летом 2022 года ЧВК «Вагнер» начала активно вербовать на войну в Украине заключённых из российских колоний. Владелец частной военной компании Евгений Пригожин лично посещал эти учреждения и обещал осуждённым, которые согласятся поехать в Украину, деньги и помилование через полгода участия в боевых действиях.

## Примеры услуг
- набор личного состава для контингента международных полицейских миссий США и управление ими (DynCorp);
- охрана объектов, в том числе имеющих важное и стратегическое значение (так, «DynCorp» обеспечивала охрану стратегически важного нефтяного резерва США[3]);
- охрана нефтяных месторождений и трубопроводов Ирака (Blackwater Security Consulting, Erinys Iraq Limited);
- охрана энергетической системы Ирака (Hart Group);
- охрана посольств США и охрана президента Афганистана (Triple Canopy);
- сопровождение конвоев ООН в Ираке и Афганистане (Kroll);
- обучение личного состава правительственных вооружённых сил, полиции и иных сил безопасности (так, в феврале 2002 года 70 сотрудников израильской компании «Levdan» занимались обучением вооружённых сил Конго[3]);
- предоставление услуг военных переводчиков (CACI);
- охрана тюрем в Ираке и Афганистане (Titan Corporation);
- разминирование минных полей и уничтожение неразорвавшихся боеприпасов (RONCO, MAG, BACTEC, Armor Group, Minetech, EODT);
- противопожарная защита (Group 4 Falck);
- тыловое обеспечение войск (KBR);
- авиаразведка (AirScans Inc., Eagle Aviation Services & Technology);
- вооружённое сопровождение и защита морских судов от пиратов (Global Marine Security Systems);
- тренировочные функции (в первую очередь отыгрыш противника) — это ключевая задача «частных ВВС[47]» на сегодняшний день.

## Преимущества и недостатки
Преимущества ЧВК перед регулярными вооружёнными силами:
- их использование не вызывает у западноевропейского населения того недовольства, которое может вызывать применение регулярных вооружённых сил[8][48];
- они могут представлять собой противовес местным вооружённым силам в государствах со слабыми политическими институтами[48];
- они способны к быстрому развёртыванию[48];
- потери личного состава ЧВК не учитываются в официальных отчётах правительств[49];
- более гибкое оперативное управление;
- более высокий профессионализм по сравнению с регулярными войсками (однако профессионализм по сравнению с контрактными войсками находится под вопросом);
- ЧВК привлекают для выполнения конкретных задач по мере необходимости[2].

Недостатки:
- Часто практически полное отсутствие идеологической мотивации личного состава[50];
- Условия контрактов ЧВК не предусматривают все варианты развития ситуации, что уменьшает гибкость их действий в боевой обстановке[48] и может привести к отказу от выполнения задачи, если ЧВК считает риски несоразмерными[2];
- Часто бывает отсутствие единого плана мероприятий и единого оперативного центра управления войсками и ЧВК[48];
- отсутствие обмена или неполные данные оперативного характера[источник не указан 4430 дней].

В армии США и других стран отношение к использованию ЧВК неоднозначное:

Увеличение использования частных военных компаний может представляться проблематичным из-за потенциально более высокой цены, меньшей стойкости к риску и вопросов, связанных с эффективным интегрированием военных и правительственных операций с деятельностью компании. Проблемы с поддержкой военных операций частными подрядчиками часто включают неясные отношения командования-подчинения, зависимость от возможностей, которые неожиданно могут оказаться недоступными, уменьшенный контроль за ключевыми функциями, этические соображения и юридические вопросы.
— Ключевая концепция армии США на 2016—2028 годы Operational Adaptability
Между тем, за первые 9 месяцев президентства Обамы число вооружённых сотрудников компаний-подрядчиков Министерства обороны США выросло на 236 % — с 3184 до 10 712. До вывода войск число частных контрактников в Афганистане составляло по разным оценкам от 22 до 30 % вооружённых сил США. И это без учёта тех, кто работал на Госдепартамент или ЦРУ (а на ЦРУ, в частности, в Афганистане работали Blackwater).

## Юридические особенности
Правовой статус сотрудников частных военных компаний, в определённой степени, несмотря на то, что их деятельность регулируется уже существующими нормами международного и национального права, представляет собой «серую зону» в правовом регулировании, которая, однако, ввиду принятия ряда международных документов рекомендательного характера и выработки консенсуса в академической среде в настоящее время является более определённой.
В связи с участившимися случаями использования наёмников в военных конфликтах в 1979 году Генеральная Ассамблея ООН приняла резолюцию о необходимости разработать конвенцию о борьбе с вербовкой, использованием, финансированием и обучением наёмников; был создан специализированный комитет, в состав которого вошли представители 35 государств (однако, хотя до 20 января 1987 года состоялось шесть сессий комитета, нормативно-правовых документов по проблеме принято не было).
В 1999 году командование армии США приняло нормативно-правовой документ, устанавливающий порядок взаимодействия военнослужащих США и сотрудников частных охранных и военных компаний в зоне боевых действий — наставление FM 100-21.
В апреле 2001 года была создана организация «Peace Operations Association» (POA), координирующая деятельность частных военных и охранных компаний на международном уровне.
После начала войны в Ираке была создана ассоциация западных частных военных и охранных компаний «Private Security Company Association of Iraq» (PSCAI), координирующая их деятельность в Ираке. В состав ассоциации вошли 40 военных и охранных компаний.

### Статус
Сотрудников частных военных компаний часто представляют в СМИ и публицистике в качестве наёмников, хотя это далеко не всегда правильно и часто говорит лишь о негативном отношении к ним. Подавляющая часть сотрудников частных военных компаний не участвует в военных действиях, а потому они не могут быть квалифицированы как наёмники. Ещё одним важным критерием для отнесения к наёмникам является тот факт, что указанные люди не должны быть инкорпорированы в состав вооружённых формирований государства, при том имеет значение как де-юре (как в Сьерра-Леоне), так и де-факто инкорпорация, которая может быть установлена не только правовым актом, но и договором (Саудовская Аравия). Статья 47 Дополнительного протокола I к Женевским конвенциям 1949 г. содержит определение понятия «наёмник». Для того чтобы квалифицировать сотрудников частных военных компаний в качестве наёмников, необходимо, чтобы все критерии, указанные в статье, соблюдались в совокупности. Таким образом, лишь незначительная часть из сотрудников ЧВК, участвующих в международных военных конфликтах, может быть признана наёмниками
В России наёмничество является уголовно наказуемым деянием в соответствии со статьёй 359 УК РФ.
Международное гуманитарное право определяет категории лиц, которые имеют право принимать непосредственное участие в военных действиях, среди них — личный состав вооружённых сил. В соответствии с п. 1 ст. 4А Третьей Женевской конвенции 1949 г. личный состав вооружённых сил — это лица, входящие в состав вооружённых сил стороны в конфликте. Определение вооружённых сил и их состав регулируется национальным правом. Государство само решает, кто будет входить в личный состав вооружённых сил. На практике пока ни одно государство не включило сотрудников частных военных компаний в состав национальных вооружённых сил. Такое включение предполагало бы финансирование их деятельности из государственного бюджета.
Согласно п. 3 ст. 51 Дополнительного протокола I к Женевским конвенциям 1949 г., п. 3 ст. 13 Дополнительного протокола II к Женевским конвенциям 1949 г. гражданские лица в тот период, пока они не принимают непосредственное участие в военных действиях, пользуются защитой. Квалификация в качестве гражданского лица, следующего за вооружёнными силами, возможна при наличии у него специального разрешения, выданного государством для оказания поддержки вооружённым силам.

#### Присвоение статуса комбатанта
Оно возможно для сотрудников в трёх случаях:
1. Включение ЧВК в состав вооружённых сил воюющей стороны.
2. Некоторые сотрудники частных военных компаний могут считаться комбатантами по смыслу ст. 1 Женевской конвенции о законах и обычаях сухопутной войны 1907 г. и Женевской конвенции III об обращении с военнопленными, если они принадлежат к ополчению, добровольческим отрядам, движениям сопротивления, находящимся на одной из сторон конфликта, и удовлетворяют одновременно следующим критериям[2]:
  - наличие во главе лица, ответственного за своих подчинённых;
  - определённый и явственно видимый отличительный знак;
  - открытое ношение оружия;
  - соблюдение законов и обычаев войны.
3. сотрудники ЧВК рассматриваются как комбатанты, если они являются гражданами одной из сторон конфликта (ст. 4а/2 Женевской конвенции III).

### Ответственность государства
Государство-наниматель несёт ответственность за противоправные действия частных военных компаний в случае, если последние действовали по его указаниям, инструкциям или оно осуществляло над ними эффективный контроль. При том под инструкциями и указаниями могут пониматься такие цели и положения контракта, выполнение которых невозможно иным, кроме противоправного, путём.
Принимающее государство несёт ответственность за деятельность частных военных компаний на своей территории. Оно обязано следить в пределах своей юрисдикции за соблюдением сотрудниками ЧВК прав человека и в случае их нарушения обеспечивать эффективное расследование и наказание.
Государство места регистрации ЧВК обязано обеспечить общий контроль над деятельностью ЧВК, а также вопросов, связанных с лицензированием и обучением, и в пределах своей компетенции привлекать юридических лиц, нарушивших нормы международного гуманитарного права и прав человека к юридической ответственности.
Наём ЧВК государством для выполнения задач на территории иностранного государства должен осуществляться при согласии принимающего государства в соответствии с общепризнанными принципами международного права. Направление ЧВК с целью вооружённого вмешательства или другой формы против интересов иностранного государства является нарушением норм международного права.
В соответствии с нормами международного гуманитарного права государства, поддерживающие нейтралитет, обязаны не участвовать в военных действиях, не оказывать поддержку воюющим сторонам. Права и обязанности нейтральных государств регламентируются V Гаагской конвенцией о правах и обязанностях нейтральных держав и лиц в случае сухопутной войны. Исходя из положений указанной конвенции, направление ЧВК государством, поддерживающим нейтралитет, в целях участия в вооружённом конфликте, снабжение их оружием, организация на своей территории вербовочных центров, недопустимо.

### Ответственность за военные преступления
В 2004 году руководитель временной администрации в Ираке Пол Бремер подписал приказ № 17 (Coalition Provisional Authority Order 17), в соответствии с которым контрактники США (в том числе сотрудники военных и охранных компаний) получали неприкосновенность; они не могли быть привлечены к ответственности за совершённые ими преступления на территории Ирака в соответствии с законодательством Ирака.

## Список известных ЧВК
- Academi (ранее Blackwater)[65]
- Military Professional Resources[65]
- FDG Corp. (Fort Defence Group Corporation): работает в горячих точках, в том числе в Сомали, Ираке и Афганистане. Имеет подразделение боевых пловцов FDG Seal[65].
- DynCorp (ранее Dynalectron Corporation). Специализируется на воздушных операциях, обучении разведывательных органов, охранных услугах, сотрудничает с ФБР и ЦРУ[65].
- «Кини Мини»
- Sandline International
- G4S
- Aegis Defence Services. Предоставляет услуги вооруженного персонала для американского правительства и миссий ООН, имеет в штате более 20 тыс. человек[65]. В Ираке работала по трёхлетнему контракту с Министерством обороны США на 293 млн долларов[2].
- Erinys International. Оказывает услуги американскому и британскому правительствам, а также ООН, имеет филиалы в Республике Конго, на Кипре, в Южной Африке[65].
- Sharp End International
- Executive Outcomes
- ЧВК «Вагнер»
- ЧВК «Редут»
- ЧВК «Патриот»
- РСБ-Групп
- ЧВК «Комбат»
- ЧВК «ЕНОТ»
- ЧВК «Поток»
- Мар[66]
- Mozart Group[67]

### В видеоиграх
Тема ЧВК широко раскрыта в серии игр Metal Gear. По сюжету игры, действие происходит в 20 и 21 веках, в мире, где традиционные армии внезапно потерпели крах и мир перешёл под управление ЧВК.
В серии игр Army of Two два главных героя являются наемниками, которые сначала работают на вымышленную ЧВК «Security and Strategy Corporation», а затем создают свою собственную ЧВК «Trans World Operations».
В играх вселенной «Россия 2028» (Contract Wars, Hired Ops, Escape from Tarkov) вооружённый конфликт происходит между двумя вымышленными ЧВК: BEAR, нанятая Правительством РФ, и USEC, нанятая транснациональной компанией TerraGroup.
В Warface в PvE миссиях игроку предстоит сталкиваться с бойцами ЧВК Blackwood, что опять-таки отсылает на реально существующую организацию Academi, ранее — Blackwater.
В Call of Duty: Modern Warfare 2 главный антагонист генерал Шепард является неофициальным руководителем ЧВК Shadow Company. В перезапуске Call of Duty: Modern Warfare снова фигурирует ЧВК Shadow Company, в качестве одной из играбельных подфракций в мультиплеере. В сиквеле и триквеле, помимо Shadow Company, также фигурирует российское ЧВК Конни, которое является отсылкой на Группу Вагнера.
В Call of Duty: Advanced Warfare главный герой Джек Митчелла является сотрудником ЧВК АТЛАС, а его руководитель Джонатан Айронс является главным антагонистом игры.
В Grand Theft Auto V игрок часто связывается с вымышленным ЧВК Merryweather, которое является отсылкой на реально существующее ЧВК Academi (ранее Blackwater).
В Payday 2 одной из вражеских сторон является ЧВК Murkywater, которое, как и в случае с GTA V, является отсылкой на ЧВК Academi. Одним из работодателей в этой игре является Вернон Лок (англ. Vernon Locke) — бывший сотрудник Murkywater, которому было поручено уничтожить Crime.Net
В Girls' Frontline игрок берёт на себя роль нового коммандера в ЧВК Griffin & Kryuger, который проводит охранные мероприятия за пределами военных и правительственных учреждений с помощью вооружённых гиноидов под названием «Тактические куклы».
В Tom Clancy's Rainbow Six: Siege оперативники Kali, Ace, Wamai, Aruni, Osa и Grim являются сотрудниками ЧВК NIGHTHAVEN. После Siege Invitational 2022 к ЧВК присоединились оперативники Ela, Smoke, IQ, Finka и Pulse.
В трилогии S.T.A.L.K.E.R. присутствует группировка «Наёмники», а один из героев игры — некто по прозвищу Шрам — тоже является членом данной группировки. Они сбивают вертолёт учёных, также промышляют рейдерством и заказными убийствами, но являются не столько подобием (или отсылкой к) ЧВК, сколько ОПГ. Можно предположить, что имя Шрам является отсылкой к Жану Шрамму — реально существовавшему наёмнику.
В Far Cry 3 главный антагонист игры Хойт Волкер является руководителем враждебной фракции «Наёмники Хойта» (англ. «Hoyt's privateers»), наёмной армии, обеспечивающей контроль над территорией южного острова Рук и безопасность своего руководителя.                  
В Killzone: Mercenary один из антагонистов игры Андерс Бенуа является руководителем ЧВК Phantom Talon Corp., где работал главный герой.
В Crysis 2 компания CryNet Systems владеет ЧВК C.E.L.L.
В Uncharted 4: A Thief’s End главный антагонист Рейф Адлер на деньги от унаследованной компании отца нанимает южноафриканскую ЧВК «Shoreline» под начальством Надин Росс для помощи в поисках сокровищ.
В Team Fortress 2 описывается мир, в котором тайно противоборствуют организации наёмников под прикрытием RED и BLU. Они были созданы братьями Маннами — Блутархом и Редмондом, которые ненавидели друг друга из-за неподелённых гравиевых земель их отца — Зефенайи Манна.